# Ecuarunari
La Confederación de Pueblos de la Nacionalidad Kichwa del Ecuador (Ecuarunari) (en quichua: Ecuador Kichwa Llaktakunapak Jatun Tantanakuy), es una organización indígena ecuatoriana. Fue fundada el 6 de junio de 1972 en Tepeyac, Provincia de Chimborazo. Está conformada por varias organizaciones filiales, las mismas que pertenecen a los diferentes pueblos quichuas de la región interandina de Ecuador. Actualmente, el presidente de la Ecuarunari es Alberto Ainaguano.
Es la filial de la Confederación de Nacionalidades Indígenas del Ecuador (Conaie), desde su fundación en 1986 y copa alrededor del 45 % de sus delegados, siendo el miembro mayoritario. A nivel internacional, forma parte de la Coordinadora Andina de Organizaciones Indígenas (CAOI), una red de organizaciones indígenas andinas de Bolivia, Ecuador, Chile, Colombia y Perú. La Ecuarunari funge como el principal representante social de la población indígena andina ecuatoriana, además ejerce una gran influencia sobre el Movimiento de Unidad Plurinacional Pachakutik, el cual es su representante político en los procesos electorales. 

## Historia
La población indígena fue históricamente marginada de la política ecuatoriana, es así que a inicios del siglo XX, se empiezan a organizar en pequeñas agrupaciones, asesorados por el Partido Socialista Ecuatoriano y el Partido Comunista del Ecuador. En 1944, surgió la primera organización indígena: la Federación Ecuatoriana de Indios (FEI), y posteriormente, en 1965, surgió la Federación de Trabajadores Agropecuarios (FETAP), como organización filial a la Confederación Ecuatoriana de Obreros Católicos (CEDOC); la misma que era adherente al Partido Conservador Ecuatoriano (PCE). En noviembre de 1968, la FETAP se transformó en la Federación Nacional de Organizaciones Campesinas (FENOC), con una pequeña, pero cada vez mayor participación indígena en sus filas.
Es en esta coyuntura, que para el 4 de junio de 1972, se realizó una reunión con la asistencia de más de 200 delegados de organizaciones indígenas de Imbabura, Pichincha, Cotopaxi, Bolívar, Chimborazo y Cañar; en la comnidad de Tepeyac, Provincia de Chimborazo. Tras aquella reunión, que duró tres días, se fundó la Ecuador Runakunapak Rikcharimuy (Ecuarunari), con la intención de aglutinar a las comunidades indígenas de la región Sierra del Ecuador. Dicha organización se fundó en base en las nuevas corrientes ideológicas dentro de la Iglesia Católica, surgidas de la II Conferencia General del Episcopado Latinoamericano y el Concilio Vaticano II. El carácter clerical se evidenció en la presencia de sacerdotes como asesores en las organizaciones provinciales.
Para aquel entonces, la estructura de las organizaciones indígenas era claramente descentralizada; coexistiendo a través de hegemonías regionales y cooperaciones puntuales, pero ninguna organización tenía una representatividad a nivel nacional. La creciente colaboración entre la Ecuarunari y recientemente fundada Confederación de Nacionalidades Indígenas de la Amazonía Ecuatoriana (Confeniae) llevó a planes de fundar una coordinadora nacional de organizaciones indígenas. Posteriormente, el 25 de octubre de 1980, se realizó en Sucúa, el Primer Encuentro de Nacionalidades Indígenas del Ecuador, en el que surgió el Consejo Nacional de Coordinación de las Nacionalidades Indígenas del Ecuador (CONACNIE). Dicho organismo tuvo un segundo congreso en abril de 1984, en Quito, en el mismo que se declaró independiente de todo partido político. Finalmente, en el tercer encuentro de la CONACNIE, se llevó a cabo la creación de la Confederación de Nacionalidades Indígenas del Ecuador (Conaie), el 16 de noviembre de 1986, en Quito.

## Pueblos representados
- Natabuela
- Otavalos
- Karanki (Caranqui)
- Kayampi (Cayambi)
- Kitu Kara (Quitu)
- Panzaleo
- Salasaca
- Chibuleo
- Puruhá
- Guranga
- Kañari
- Paltas
- Saraguros

## Organizaciones representadas
- Imbabura: FICI - Federación de los pueblos quechuas, de la Sierra Norte del Ecuador - CHIJALLTA FICI (Karanki, Natabuela, Otavalos, Cayambi), presidente: Mesias Flores
- Pichincha: FPP - Pichincha Rikcharimuy (Cayambi, Kitu Kara), presidente: Darío Iza
- Cotopaxi: MICC - Movimiento Indígena y Campesino de Cotopaxi (Panzaleo), presidente: Alex Toapanta
- Tungurahua: MIT - Movimiento Indígena de Tungurahua (Salasaca, Chibuleo, Tomabela, Kisapincha), presidente: Segundo Poalasin
- Chimborazo: MICH - Movimiento Indígena de Chimborazo (Puruhá), presidente: Fernando Guaman Gualli
- Bolívar: Fecab Brunari (Waranka), presidente: Esteban Chacha
- Provincia de Cañar: UPCCC - Unión Provincial de Cooperativas y Comunidades de Cañar / Kañari Runakunapak Tantanakuy (Kañari), presidente: José Pichizaca
- Azuay: UCIA (Kañari), presidente: Carlos Carchi
- Azuay: UNASAY (Kañari), presidente: Manuel Montero
- Loja: FEPROCOL - Federación Provincial de Comunas del Pueblo Palta de Loja (Paltas), presidente: Flor Saez/ CORPUKIS - Corporación de pueblos kichwas de Saraguro / SAKIRTA – Saraguro Kichwa Runakunapak Jatun Tantanakuy (Saraguro), presidente: José María Sarango
- Zamora Chinchipe: ZAMASKIJAT (Saraguro), presidente: Jimmy Tene
- Esmeraldas: UOCE (Campesino y Afroecuatorianos), presidente: Mariana Solórzano
- Carchi: CCM (Pasto), presidente: Milton Carapaz